# Jermaine Samuels
Jermaine Samuels Jr. (Franklin, 13 november 1998) is een Amerikaans basketballer.

## Carrière
Samuels speelde collegebasketbal voor de Villanova Wildcats van 2017 tot 2022. In 2019 nam hij namens de Verenigde Staten deel aan de Pan-Amerikaanse Spelen waar ze brons behaalden. Hij werd niet gekozen in de NBA draft van 2022, maar speelde wel in de NBA Summer League voor de Indiana Pacers. Hij tekende daarna voor de Indiana Pacers, maar voor de start van het seizoen werd zijn contract (Exhibit 10) ontbonden en tekende hij bij hun opleidingsploeg, de Fort Wayne Mad Ants. In de zomer van 2023 speelde hij voor de Houston Rockets in de NBA Summer League. Hij kreeg een two-way contract waardoor hij voor zowel de Rockets als hun opleidingsploeg de Rio Grande Valley Vipers uitkwam.

## Erelijst
- Pan-Amerikaanse Spelen: 2019